# 新選組始末記
『新選組始末記』（しんせんぐみしまつき）は、子母澤寛の小説。新選組を題材にした作品で、関係者への取材などを取りまとめられていることから、新選組に関する代表的な資料とも捉えられており、その後の幕末を題材にした創作作品に影響を与えた。
なお本項では、本作の映像作品についても併せて記述する。

## 概要
彰義隊隊士で箱館戦争にも従軍した祖父を持つ子母澤は、読売新聞記者時代に社会面の続き物の記事で近藤勇を取り上げることになり、いろいろ調べているうちに、実像の近藤勇に興味を持ち、研究を始めたという。1923年（大正12年）頃から幕末史の権威・尾佐竹猛、井野辺茂雄、藤井甚太郎らを訪ねて、新選組について根掘り葉掘り訊き出すようになり、昭和に入ってからはしきりに京都通いして取材した。
1926年（大正15年）、東京日日新聞（現毎日新聞）社に移り、1928年（昭和3年）『新選組始末記』を万里閣書房から処女出版した。その後、1929年（昭和4年）に『新選組遺聞』、1931年（昭和6年）に『新選組物語』をそれぞれ発表、それらを含めて1969年（昭和44年）に角川文庫から『新選組始末記』が出版された。つまり、角川文庫版『新選組始末記』にはオリジナルの『新選組始末記』の他に『新選組遺聞』『新選組物語』が含まれ、著者自身によって幾分改訂されている。これらは、中公文庫では「新選組三部作」として3冊別に出版されている。
本作は、娯楽的な時代小説というよりも、随筆・記録・史談ともつかないものであり、また子母澤自ら取材して集めた幕末の一級資料と捉えられている。ただし、子母澤が自ら後書きで「生き残りの老人のはなしは、疑わしいものもあったが、私は『歴史』というのではなく現実的な話そのもののおもしろさをなるべく聞きもらすまいと心がけた」と述べているように、学術的な意味での史実とは言い難い。また、司馬遼太郎は1967年（昭和42年）に最晩年の子母澤と対談し、その対談「幕末よもやま」によれば、司馬は20歳くらいの時に『新選組始末記』を読んで、どうしてもこれは超えられないと思い、子母澤に会いに行って教えを請うたという。
子母澤が独自に取材した話としては、新選組の屯所として使われた八木家の息子・為三郎から話を聞いた「八木為三郎老人壬生ばなし」、新選組隊士の最後の生き残りだった「稗田利八翁思出話」、などがある。

## 映画（1963年）
今作は当初、藤巻潤の主演、モノクロ作が予定されていたが、脚本を読んだ市川雷蔵が出演を希望したため、格上げされ、正月映画として公開に間に合わせるため、急ピッチで製作された。

### キャスト
- 山崎烝：市川雷蔵
- 近藤勇：若山富三郎
- 土方歳三：天知茂
- 沖田総司：松本錦四郎
- 山南敬助：伊達三郎
- 永倉新八：木村玄
- 藤堂平助：千石泰三
- 原田左之助：堂本寛
- 谷三十郎：小林勝彦
- 芹沢鴨：田崎潤
- 新見錦：須賀不二男
- 古高俊太郎：島田竜三
- 岡本久蔵：丹羽又三郎
- 宮部鼎蔵：石黒達也
- 深雪太夫：近藤美恵子
- お梅：藤原礼子
- 毛利志満：藤村志保

### スタッフ
- 原作：子母澤寛
- 企画：辻久一
- 脚本：星川清司
- 監督：三隅研次
- 撮影：本多省三
- 美術：太田誠一
- 音楽：斎藤一郎
- 録音：奥村雅弘
- 照明：伊藤貞一
- 編集：菅沼完二
- スチール：藤岡輝夫
- 配給:大映

## テレビドラマ（1961年）
1961年10月17日から1962年12月25日までTBS系列で放送。八欧電機（後の株式会社ゼネラル、現 - 富士通ゼネラル）の一社提供。放送時間は毎週火曜21:30 - 22:00（JST）。
なお主演の中村竹弥は、次作『鞍馬天狗』（引き続き八欧電機提供）にも主演する。また語り役の芥川隆行と演出家の山本和夫は、後述の1977年版も担当する。
2025年8月10日に時代劇専門チャンネルで、唯一映像が残っている第55・56回の「鳥羽・伏見の戦い」前編・後編を放送した（下記のキャストは主に第55・56話のもの）。

### キャスト
- 近藤勇：中村竹弥
- 土方歳三：戸浦六宏
- 沖田総司：明智十三郎
- 芹沢鴨：金子信雄
- 森光子
- 原田左之助：山岡徹也
- お孝：喜多川千鶴
- 近藤周平：服部哲治
- 山崎蒸：湊俊一
- 斉藤一：佐田周二
- 阿比留栄之助：高田健二
- 尾形俊太郎：大沢真吾
- 井上源三郎：橋口忠夫
- 吉村：安藤嘉彦
- 三品：田口徹
- 滝川播磨守：浅野進治郎
- 会津容保：外山高士
- 永井玄蕃頭：玉川伊佐男
- 中村半次郎：浅香春彦
- 谷村七左衛門：槙章太郎
- 御典医良順：山下退助
- 志乃：二階堂有希子
- 西村：上田忠好

### スタッフ
- 原作：子母澤寛
- 演出：山本和夫　他
- 脚色：生田直親、太田久行　他
- 音楽：舟越隆司
- 語り手：芥川隆行
- 制作：TBS

### 主題歌
「新選組の歌」
- 歌：三橋美智也
- 作詞：牧房雄
- 作曲・編曲：舟越隆司
- 曲は以前に放送されていたTBSラジオの連続放送劇『新選組』主題歌のメロディを流用したもので、歌詞は新規[2]。

| TBS系 火曜21時後半枠 | TBS系 火曜21時後半枠      | TBS系 火曜21時後半枠    |
| 前番組 | 番組名                    | 次番組                  |
| --- | ------------------------- | ----------------------- |
| 22:15-風流あばれ奉行 平21:45-TBSニュース 【45分繰り下げ】 平21:55-スポーツニュース 【50分繰り下げ】 ↓ 風流あばれ奉行 【つなぎとして15分繰り下げ】 | 新選組始末記 （1961年版） | 鞍馬天狗 （中村竹弥版） |
| TBS系 八欧電機一社提供枠 |                           |                         |
| 風流あばれ奉行 | 新選組始末記 （1961年版） | 鞍馬天狗 （中村竹弥版） |

## テレビドラマ（1977年）
1977年4月7日から同年9月29日まで放送。全26回。放送時間は毎週木曜22:00 - 22:55。
7年間続いた『木下恵介・人間の歌シリーズ』に代わって放送した作品で、前作と同じTBS系列で放送されたが、腸捻転解消により近畿広域圏のネットが朝日放送から毎日放送に代わっている。VTR作品。

### キャスト
- 近藤勇：平幹二朗
- 土方歳三：古谷一行
- 沖田総司：草刈正雄
- 芹沢鴨：高松英郎
- 新見錦：睦五郎
- 平間重助：原田清人
- 平山五郎：片岡五郎
- 野口健司：八木隆
- 山南敬助：高橋長英
- 永倉新八：夏八木勲
- 藤堂平助：三ツ木清隆
- 原田左之助：新田昌玄
- 斎藤一：小池雄介
- 山崎烝：林与一
- 佐々木愛次郎：志垣太郎
- 佐伯亦三郎：風間杜夫
- 松原忠司：中山仁
- 武田観柳斎：草薙幸二郎
- 井上源三郎：大沢真吾
- 清河八郎：中谷一郎
- 伊東甲子太郎：戸浦六宏
- 佐々木只三郎：尾形伸之介
- 勝海舟：御木本伸介
- お梅：中村玉緒
- みつ：吉行和子
- 明里：大川栄子
- すみ：竹下景子
- 深雪太夫：小川知子
- 宮部鼎造：水島道太郎
- 古高俊太郎：亀石征一郎
- 八木源之丞：嵯峨善兵
- おみの：梶芽衣子
- お敬：赤座美代子

### スタッフ
- 原作：子母澤寛
- プロデューサー：山本和夫､山本一夫
- 脚本：童門冬二
- 演出：山本和夫､井下靖央､福田新一､日向宏之
- 音楽：小川隆司
- 語り：芥川隆行
- 制作著作：TBS

### 主題歌
「新選組の歌」
- 歌：角川博
- 作詞：牧房雄
- 作曲：小川隆司
- 編曲：池多孝春

### 放映リスト
- 第1話：壬生残留十三名
- 第2話：狼たちの掟
- 第3話：粛清はじまる
- 第4話：土砂降りの夜
- 第5話：隊士絶叫
- 第6話：天神橋事件
- 第7話：壬生心中
- 第8話：見廻組騒動
- 第9話：池田屋事件（その一）
- 第10話：池田屋事件（その二）
- 第11話：池田屋事件（その三）
- 第12話：残党狩り
- 第13話：壬生の嵐
- 第14話：近藤江戸下り
- 第15話：総長脱走
- 第16話：山南切腹
- 第17話：床伝の娘
- 第18話：わたしは侍じゃない
- 第19話：参謀脱隊
- 第20話：油小路の惨劇
- 第21話：墨染の難
- 第22話：開戦前夜
- 第23話：鳥羽・伏見の戦い
- 第24話：江戸の落日
- 第25話：さらば友よ
- 第26話：男たちの終章

| TBS系 木曜22時枠                                   | TBS系 木曜22時枠          | TBS系 木曜22時枠 |
| 前番組                                             | 番組名                    | 次番組           |
| -------------------------------------------------- | ------------------------- | ---------------- |
| 冬の運動会 【ここまで木下恵介・ 人間の歌シリーズ】 | 新選組始末記 （1977年版） | おせん           |

## 舞台
舞台「新選組始末記」
2022年11月11日から20日にヒューリックホール東京にて上演された。

### キャスト（舞台）
- 藤堂平助 - 今江大地（関西ジャニーズJr.）
- 沖田総司 - 林一敬（ジャニーズJr.）
- 斎藤一 - 伊崎龍次郎
- 土方歳三 - 校條拳太朗
- 原田左之助 - 日向野祥
- 永倉新八 - 毎熊宏介
- 服部武雄 - 木村優良
- 大久保利通 - 株元英彰
- 山﨑烝 - 成松慶彦
- 中村半次郎 / 吉島力 - 碕理人
- 松平容保 - 八神蓮
- 山南敬助 - 永岡卓也
- 吉田稔麿 - 在原桂馬
- 近藤勇 - 溝呂木賢
- 宮部鼎蔵 - コウガシノブ
- 伊東甲子太郎 - 河相我聞
- 杉村義衛 - 酒井敏也
- アンサンブル - 生谷一樹、小林諒大、隈本秋生、後藤真、小倉江梨花、西山大地、東井隆希、鎌田優花

### スタッフ（舞台）
- 原作 - 子母澤寛
- 脚本 - 鈴木智晴（劇団東京都鈴木区）
- 演出 - 扇田賢（Bobjack Theater）